# Arrieta
|  | Per a altres significats, vegeu «Agustín Arrieta». |

Arrieta és un municipi de Biscaia, a la comarca d'Uribe. Quatre partits van concórrer a les eleccions municipals del 2007 en aquest municipi; EAJ-PNB, EAE-ANV, EA i Pàg. Aquests van ser els resultats: 
- Eusko Alderdi Jeltzalea - Partit Nacionalista Basc : 191 vots (5 escons)
- Eusko Abertzale Ekintza - Acció Nacionalista Basca : 88 vots (2 escons)
- Eusko Alkartasuna : 32 vots (0 escons)
- Partit Popular : 3 vots (0 escons) Això va donar com guanyador a la llista presentada per EAJ-PNB, amb una majoria absoluta, en aconseguir 5 de les 7 regidories, deixant a EAE-ANV amb dues, i a EA i PP sense cap representació en l'ajuntament, aquest últim lluny del mínim per a assolir representació, a l'obtenir solament 3 vots.